# کنجکاوی

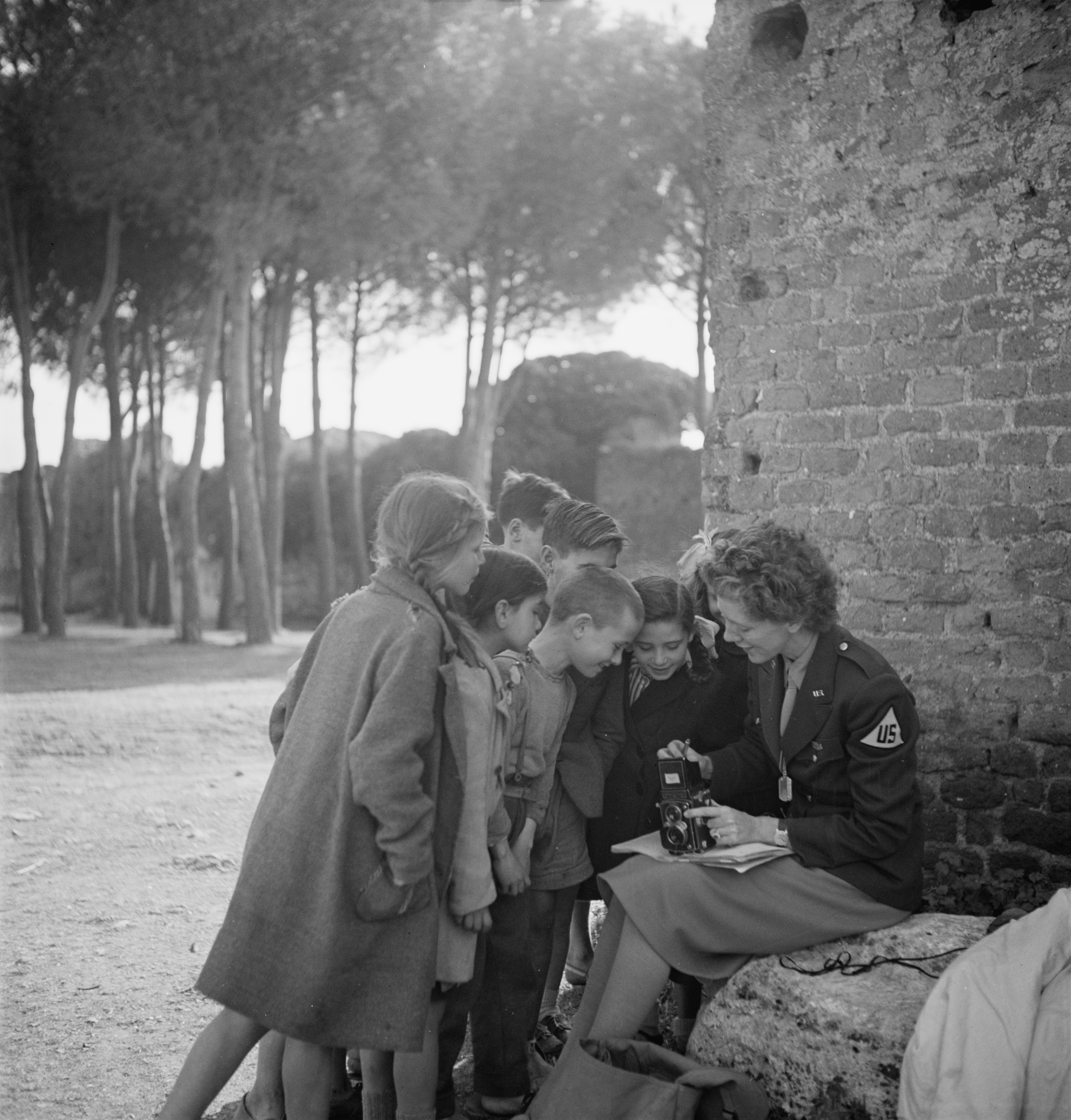
کودکان کنجکاو در اطراف عکاس تونی فریسل جمع شده‌اند و به دوربین او می‌نگرند.

کنجکاوی کیفیتی است مربوط به اندیشه؛ همچون، کاوش، تحقیق و یادگیری که با مشاهده‌گری در انسان و حیوانات دیگر آشکار می‌شود. کنجکاوی به شدت با تمام جوانب رشد انسانی در ارتباط است، چرا که طی این فرایند است که یادگیری و تمایل به کسب دانش و مهارت اتفاق می‌افتد.
اصطلاح کنجکاوی همچنین می‌تواند هم‌راستای تمایل به کسب دانش یا اطلاعات، برای نشان دادن رفتار یا احساس کنجکاوی نیز مورد استفاده قرار گیرد. کنجکاوی به‌عنوان یک رفتار و احساس طی هزاره‌ها نیروی محرکِ نه تنها پیشرفت بشر، بلکه تحولات در علم، زبان و صنعت بوده‌است.

## علل

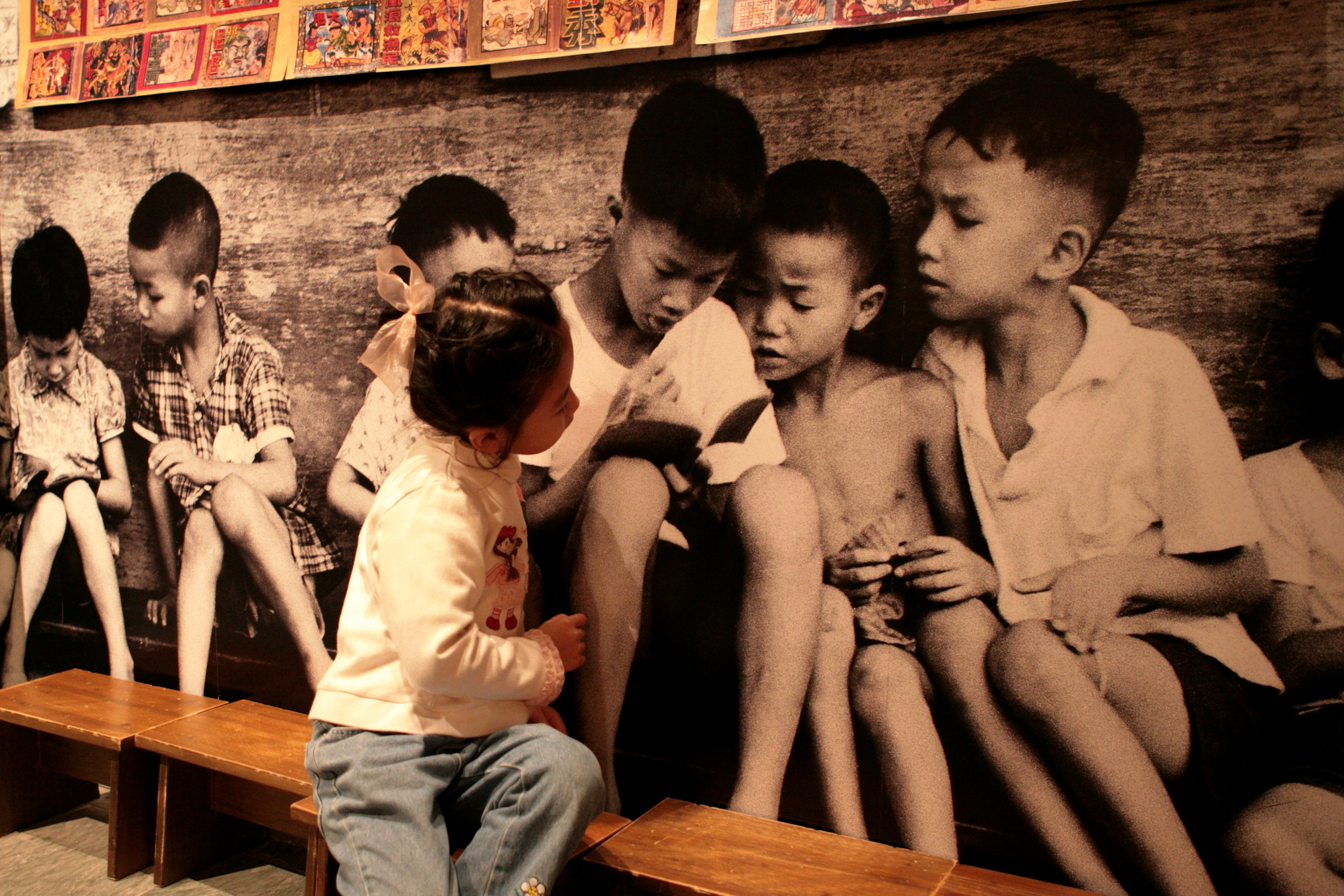
کودکان کنار شانه فرد تلاش دارند تا ببینند دوستشان چه می‌خواند.

کنجکاوی را می‌توان کیفیت ذاتی بسیاری از گونه‌های مختلف دانست. این مسئله در انسان طی هر سنی، از نوزادی تا بزرگ‌سالی، متداول است و مشاهده آن در بسیاری از گونه‌های جانوری دیگر نیز آسان می‌باشد. این گونه‌ها شاملمیمون‌ها، گربه‌ها و جوندگان است. تعاریف اولیه کنجکاوی را می‌توان «تمایل هیجانی برای کسب اطلاعات» دانست. گفته شده که این تمایل انگیزشی ناشی از اشتیاق یا میل برای کسب دانش، اطلاعات و ادراک است.

## تأثیر بیماری

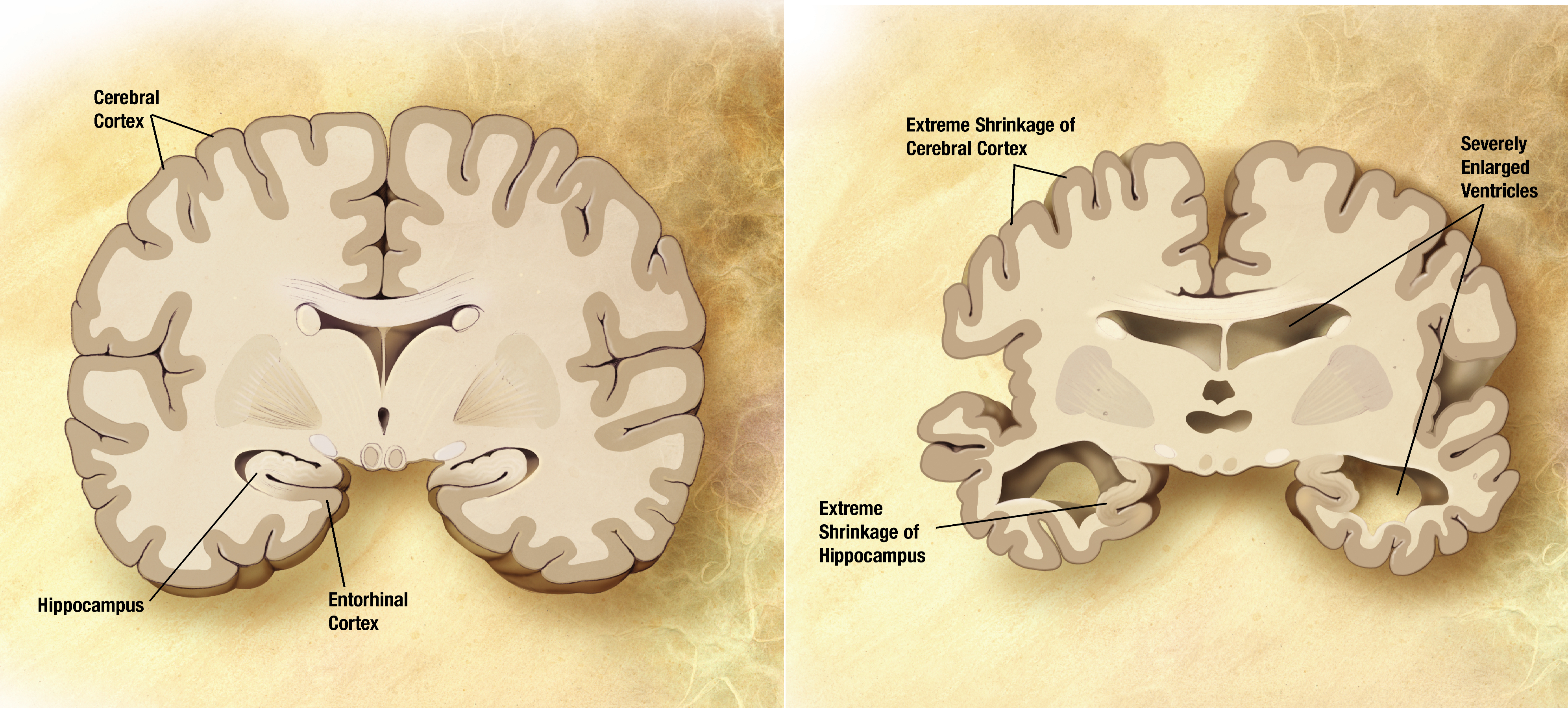
سمت راست: مغز مبتلا به AD. نابودی فراگیر مناطق ایجادگر حس کنجکاوی سمت چپ: مغز عادی.

بیماری‌های مختلف عصبی یا سایر اختلالات روان‌شناختی می‌توانند ویژگی‌های مختلف کنجکاوی را تحت تأثیر قرار دهند، به‌عنوان مثال آلزایمر یا افسردگی می‌تواند بر حافظه و سیستم انگیزه و پاداش اثر بگذارد. آلزایمر یک بیماری عصبی است که به‌طور مستقیم بر توانایی و ظرفیت حافظه تأثیر می‌گذارد. افسردگی نیز نوعی اختلال خلقی است که طی آن فرد با عدم علاقه به محیط اطرافش، احساس غم یا ناامیدی می‌کند. نداشتن کنجکاوی نسبت به شرایط جدید می‌تواند از نشانه‌های وقوع افسردگی یا امراض دیگر باشد.

## کنجکاوی بیمارگونه

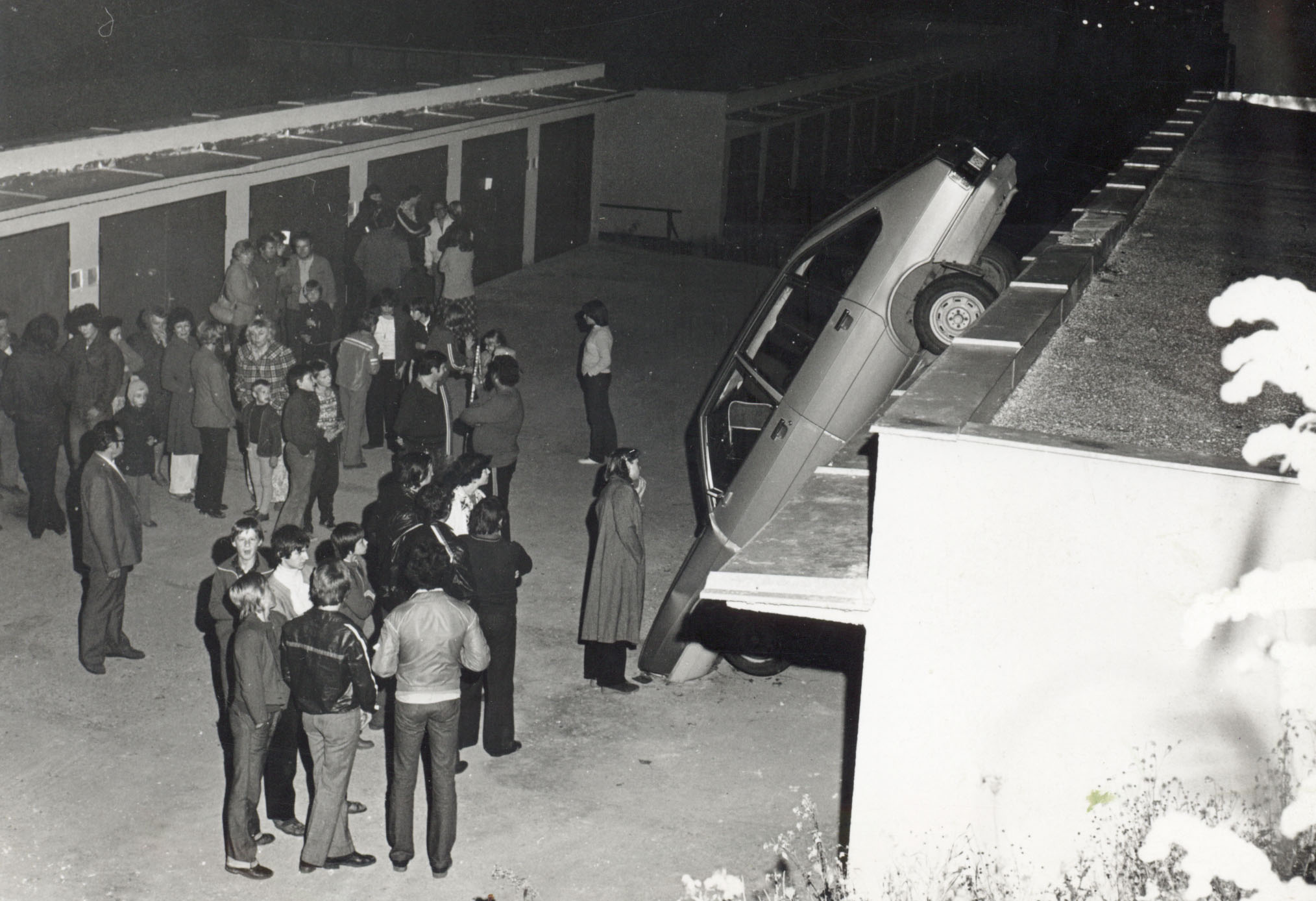
در سال ۱۹۸۰ جمعیتی در حوالی محل حادثه رانندگی در چکوسلواکی تجمع کردند.

کنجکاوی بیمارگونه، جنبه‌ای از کنجکاوی را نشان می‌دهد که می‌تواند بر روی اشیاء و فضولی در آن‌ها، نگاه کردن به مرگ دیگران، تماشای خشونت یا هر واقعه دیگری متمرکز شود که ممکن است از نظر جسمی یا عاطفی آسیب‌رسان باشد.
ایده کنجکاوی بیمارگونه به‌عنوان امری اعتیادآور شناخته می‌شود. این جنبه اعتیادآور شامل نیاز فرد به درک یا احساس مسائلی همچون آسیب، خشونت یا مرگ‌ومیر است. این احساس را می‌توان، به نیاز فرد به قرارگیری در شرایط غیرمعمول و غالباً دشوار نسبت داد، تا او بتواند اوضاع نامعمول و غالباً دشواری را تجربه کند که سابقاً خودش در آن گرفتار بوده‌است، این احساس به عنوان حس متا توصیف شده‌است.

## برای مطالعهٔ بیشتر
- ادلمن، سوزان (بهار 1997). «کنجکاوی و کاوش». دانشگاه ایالتی کالیفرنیا، نورتریج
- Manguel, Alberto (2015). Curiosity. New Haven, CT: Yale University Press. ISBN 978-0-300-18478-5.  Manguel, Alberto (2015). Curiosity. New Haven, CT: Yale University Press. ISBN 978-0-300-18478-5.  Manguel, Alberto (2015). Curiosity. New Haven, CT: Yale University Press. ISBN 978-0-300-18478-5.